# Заслуженный писатель Эстонской ССР
Заслуженный писатель Эстонской ССР (эст. Eesti NSV teeneline kirjanik) — почётное звание. Не присваивается.

## История
Присваивалось в Эстонской ССР в 1945—1988 годах Президиумом Верховного Совета Эстонской ССР.

### Удостоенные звания
- 1945 — Август Якобсон (стал народным писателем Эстонской ССР в 1947 году), Йоханнес Семпер (стал народным писателем Эстонской ССР в 1964 году), Йоханнес Варес-Барбарус
- 1946 — Яан Кярнер, Март Рауд (стал народным писателем Эстонской ССР в 1972 году)
- 1955 — Ааду Хинт (стал народным писателем Эстонской ССР в 1965 году), Юхан Смуул (стал народным писателем Эстонской ССР в 1965 году)
- 1957 — Рудольф Сирге, Дебора Вааранди (в 1971 году стала народным писателем Эстонской ССР)
- 1959 — Эрни Крустен (стал народным писателем Эстонской ССР в 1972 году), Ганс Леберехт, Ральф Парве
- 1961 — Эуген Раннет
- 1965 — Эдуард Мянник
- 1966 — Бетти Альвер (стала народным писателем Эстонской ССР в 1981 году), Пауль Куусберг (стал народным писателем Эстонской ССР в 1972 году)
- 1969 — Аугуст Санг
- 1971 — Айра Кааль, Яан Кросс (стал народным писателем Эстонской ССР в 1985 году), Лилли Промет
- 1975 — Владимир Беэкман, Виллем Гросс
- 1977 — Эллен Нийт, Матс Траат, Энн Ветемаа
- 1978 — Хольгер Пукк, Эно Рауд, Эме Беэкман, Эрни Хиир, Олев Йыги
- 1979 — Леннарт Мери, Вяйно Илус
- 1980 — Керсти Мерилаас, Лембит Реммельгас, Мати Унт
- 1986 — Айн Каалеп, Вийви Луйк, Арви Сийг, Пауль-Ээрик Руммо, Юри Туулик, Юло Туулик
- 1988 — Хандо Руннель